# Алисон Вилијамс
Алисон Хауел Вилијамс (енгл. Allison Howell Williams; Њу Кејнан, 13. април 1988) америчка је глумица. Позната је по улози Марни Мајклс у серији Девојке (2012—2017) и Роуз Армитиџ у филму Бежи! (2017).

## Детињство и младост
Рођена је и одрасла у Њу Кејнану. Ћерка је ТВ продуценткиње Џејн Гилан Стодард и новинара Брајана Вилијамса. Има млађег брата, Дага. Основно и средње образовање је завршила у свом родном граду, а потом уписала енглески језик на Универзитету Јејл.

## Приватни живот
Године 2011. почела је да се забавља с америчим предузетником Рикијем ван Веном. Верили су се 2014, а венчали 2015. године у Саратоги. Том Хенкс је водио венчање. Живели су на Менхетну. Дана 27. јуна 2019. изјавили су да су раздвојени.
Крајем 2019. ушла је у везу с немачким глумцем Александером Дрејмоном. Крајем 2021. родила је сина, Арла.

## Филмографија

### Филм
| Улоге Алисон Вилијамс |              |               |               |             |
| Година                | Српски назив | Изворни назив | Улога         | Напомена    |
| 2016.                 |              |               | жена          | кратки филм |
| 2017.                 | Бежи!        |               | Роуз Армитиџ  |             |
| 2018.                 |              |               | Шарлот Вилмор |             |
| 2020.                 |              |               | Сара          |             |
| 2022.                 | М3ГАН        |               | Џема          |             |
| 2025.                 | М3ГАН 2.0    |               | Џема          |             |

### Телевизија
| Улоге Алисон Вилијамс |                     |               |                              |                |
| Година                | Српски назив        | Изворни назив | Улога                        | Напомена       |
| 2004.                 |                     |               | Дебора                       | 2 епизоде      |
| 2011.                 |                     |               | Данијела                     | 1 епизода      |
| 2011—2012.            |                     |               | Шерил                        | 2 епизоде      |
| 2012—2017.            | Девојке             |               | Марни Мајклс                 | главна улога   |
| 2014.                 |                     |               | Петар Пан                    | ТВ специјал    |
| 2015.                 | Симпсонови          |               | Кендасина пријатељица (глас) | 1 епизода      |
| 2018.                 |                     |               | Маријен                      | 1 епизода      |
| 2018—2019.            |                     |               | Кит Сникет                   | споредна улога |
| 2019.                 | Улица Сезам         |               | санитарна радница            | 1 епизода      |
| 2023.                 | Уживо суботом увече |               | себе                         | 1 епизода      |
| 2023.                 | Сапутници           |               | Луси Смит                    | главна улога   |